# ميكلوس نيميث
ميكلوس نيميث (بالمجرية: Németh Miklós)‏ هو رامي الرمح ‏ مجري، ولد في 23 أكتوبر 1946 في بودابست في المجر.

## وصلات خارجية
- ميكلوش نيميت على موقع اللجنة الأولمبية الدولية (الإنجليزية)
- ميكلوش نيميت على موقع أوليمبيديا (الإنجليزية)
- ميكلوش نيميت على موقع اللجنة الأولمبية المجرية (الهنغارية)